# Glanmire, New South Wales
Glanmire är en ort i Australien. Den ligger i kommunen Bathurst Regional och delstaten New South Wales, i den sydöstra delen av landet, omkring 150 kilometer väster om delstatshuvudstaden Sydney. Orten hade 186 invånare år 2021.